# Лісовиці (Паєнчанський повіт)
Лісовиці (пол. Lisowice) — село в Польщі, у гміні Дзялошин Паєнчанського повіту Лодзинського воєводства.
Населення — 101 особа (2011).
У 1975-1998 роках село належало до Серадзького воєводства.

## Демографія
Демографічна структура станом на 31 березня 2011 року:
|          | Загалом | Допрацездатний вік | Працездатний вік | Постпрацездатний вік |
| -------- | ------- | ------------------ | ---------------- | -------------------- |
| Чоловіки | 50      | 8                  | 33               | 9                    |
| Жінки    | 51      | 13                 | 22               | 16                   |
| Разом    | 101     | 21                 | 55               | 25                   |